# 니카라과의 대통령
니카라과의 대통령(스페인어: Presidente de Nicaragua 프레지단테 데 니카라과[*], 영어: President of Nicaragua)은 니카라과의 국가원수이다. 6년 무한 연임제도이다.

## 역사
소모사와 오르테가가 장기 집권을 여러 차례 실행하였으며, 사카사. 차모로 등 정치 가문도 집권을 여러 번 이뤄냈다. 군사 쿠데타를 위시한 군사독재 정권의 여러 번 등장하였다. 그리고 친미 성향의 민족주의 자유당과 공산주의 성향의 산디니스타 국민해방전선이 오랫동안 대립해왔다.

## 대통령 목록

### 니카라과 공화국 대통령
- 프루토 차모로[1]
  - 호세 마리아 에스트라다
  - 파트리시오 리바스
  - 윌리엄 워커
- 토마스 마르티네즈
- 페르난도 구즈만 솔로르자노
- 호세 빈센테 쿠아드라
- 페드로 호아킨 차모로 알파로
- 호아킨 자발라
- 아단 카르데나
- 에바리스토 카라조
  - 니콜라스 오소르노
  - 로베르토 사카사
- 이그나시오 차베스 텔레리
- 로베르토 사카사
  - 살바도르 마차도
  - 호아킨 자발라
- 호세 산토스 젤라야
  - 호세 마드리스
  - 호세 돌로레스 에스트라다
  - 루이스 메나
  - 후안 호세 에스트라다
- 아돌포 디아즈
- 에밀리아노 차모로 바르가스
- 디에고 마누엘 차모로
  - 로센도 차모로
- 바르톨로메 마르티네즈
- 카를로 호세 솔로르자노
- 에밀리아노 차모로 바르가스
  - 세바스티안 우리자
- 아돌포 디아즈
- 호세 마리아 몬카다
- 후안 바우티스타 사카사
- 카를로스 알베르토 브레네즈
- 아나스타시오 소모사 가르시아
- 레오나르도 아르구엘로 바레토
- 벤야민 라카요 사카사
- 빅토르 마누엘 로만 이 레예스
  - 마누엘 페르난도 주리타
- 아나스타시오 소모사 가르시아
- 루이스 소모사 데바일레
- 레네 쉬크
  - 올란도 몬테네그로 메드라노
- 로렌조 게레로
- 아나스타시오 소모사 데바일레
- 프란시스코 우르쿠요
- 다니엘 오르테가
- 비올레타 차모로
- 아르놀도 알레만
- 엔리케 볼라뇨스
- 다니엘 오르테가